# Ted Luckenbill
Theodore Luckenbill, detto Ted (Elkhart, 27 luglio 1939 – Dallas, 24 giugno 2012), è stato un cestista statunitense, professionista nella NBA.

## Carriera
Venne selezionato dai Philadelphia Warriors al secondo giro del Draft NBA 1961 (20ª scelta assoluta).